# 莊嚴劫
莊嚴劫（梵文：vyūhakalpa），又称过去庄严劫，是大乘佛教术语，在彼时有千佛出世以庄严其劫，其与现在劫（贤劫）、將來劫星宿劫相对应。

## 解释
我們現在所處的劫稱作賢劫，莊嚴劫是賢劫之前的劫名。而过去的庄严劫，未来的星宿劫也会各有千尊佛降世。过去七佛中，毗婆尸佛、尸弃佛、毗舍婆佛是庄严劫的最后三尊佛；拘楼孙佛、拘那含佛、迦叶佛、释迦牟尼佛，已经在贤劫出现。

## 莊嚴千佛

### 成佛因緣
據《過去莊嚴劫千佛名經》記載，釋迦牟尼佛往昔過去劫於在妙光佛的末法時期之中出家，聽聞五十三尊佛名號。心生歡喜，且又再教導他人能夠聽聞受持。他人聽聞後，也同樣又再輾轉互相教導，最後總共聽聞受持有三千人。這三千人都同樣稱讚諸佛的名號，一心敬禮；就是因為敬禮諸佛的因緣功德力的緣故，能超越無數億劫的生死罪業。
這三千人的最初一千人，以華光佛為首，下至毘舍浮佛，在莊嚴劫得成為佛，這就是所謂過去莊嚴劫千佛；而三千人中的第二個一中千人，以拘留孫佛為首，下至樓至佛，於賢劫中次第成佛；三千人中的的最後一千人，以日光佛為首，下至須彌相佛，則在星宿劫中當得成佛。

### 莊嚴劫最初一百佛
南無華光佛（一本无）、南無人中尊佛、南無師子步佛、南無能仁化佛、南無火奮迅通佛（一本作“大焰佛”）、南無曜聲佛、南無無限光佛、南無善寂慧月聲自在王佛（一本作“喜見佛”）、南無成就佛、南無最上威佛、南無趣安樂佛、南無寶正見佛、南無供養廣稱佛、南無師子音佛、南無音施佛、南無寶中佛（一本作“妙香佛”）、南無電燈光佛、南無蓮華光佛、南無大燈光佛、南無淨聲佛、南無除狐疑佛、南無無量威神佛、南無住阿僧祇精進功德佛（一本作“月面佛”）、南無護妙法幢佛（一本作“無量光佛”）、南無喜可威神佛、南無散疑佛、南無德鎧佛、南無善見佛、南無喜可威佛、南無不藏覆佛、南無無量藏佛、南無光遊戲佛、南無廣稱佛、南無捨旛佛、南無尊悲佛、南無普見佛、南無雲普護佛（一本作“莫能勝佛”）、南無金剛合佛（一本作“威光佛”）、南無智慧來佛（一本作“堅固佛”）、南無喜廣稱佛、南無無量像佛、南無大悅佛、南無美意佛、南無不動勇步佛、南無動山嶽王佛（一本作“無量淨佛”）、南無焰聚光佛、南無住覺佛、南無聲德佛（一本作“堅固佛”）、南無悅（/懷）解脫佛、南無無憂度（/疾）佛、南無普見事見佛、南無大乘導（/道）佛、南無普火佛、南無國供養佛、南無自在光佛、南無說最恭敬佛、南無淨光佛、南無師子奮迅佛、南無除疑佛、南無無勿成就佛（一本作“善見佛”）、南無無終步佛、南無無火光佛、南無奉敬稱佛、南無攝根敬悅聲佛、南無無能伏運佛、南無無終聲佛、南無思惟眾生佛、南無神足光佛、南無德王佛、南無吼聲佛（一本作“無量像佛”）、南無千雲雷聲王佛（一本作“大力佛”）、南無廣曜佛、南無無崖際見佛、南無師子香佛、南無等善佛（一本作“普見佛”）、南無廣施佛、南無普現佛、南無善像佛、南無意稱佛、南無寶淨佛、南無上光佛、南無廣步佛、南無金剛齊佛（一本作“得淨佛”）、南無決覺佛、南無慧幢佛、南無無動覺佛、南無威儀意佛、南無普像佛、南無諦意佛、南無光音聲佛、南無成就娑羅自在王佛（一本作“善見佛”）、南無無量火光佛、南無喜思惟佛、南無藏稱佛、南無法幢空俱蘇摩王佛（一本作“華德佛”）、（一本有華光佛）南無難勝佛、南無須彌力佛、南無摩尼珠佛、南無金剛王佛、南無金上威佛。

### 莊嚴劫最後一百佛
南無聚自在佛、南無壞結髮佛（一本作“作諸方佛”）、南無無勝寫(鄉象)最步（一本作“無勝最妙”）佛、南無無為光佛、南無無為思惟佛、南無過倒見佛、南無名稱王佛、南無勝根佛、南無日見佛、南無德聚威光佛、南無法力佛（一本作“見平等不平等佛”）、南無慧持群萌佛、南無自在悅佛、南無自在佛、南無慧意佛、南無德山佛、南無以淨音意佛、南無思最尊意佛、南無淨德佛、南無戒自在佛、南無深嗅思惟佛、南無香像佛（一本作“拘蘇摩奮迅王佛”）、南無寂進思惟佛、南無火光佛（一本作“娑羅華上光王佛”）、南無勤群萌香佛、南無寂樂佛、南無德所至佛、南無大精進文佛、南無離疑佛、南無決偶佛、南無須彌山意佛、南無淨身佛、南無尊威佛（一本作“無垢眼上光王佛”）、南無上尊佛（一本作“能度彼岸佛”）、南無大力佛（一本作“毘盧遮那功德藏佛”）、南無慧忖佛、南無聽徹意佛、南無如天悅佛、南無思惟度佛、南無月賢佛（一本作“至大精進究竟佛”）、南無大身佛、南無雜華佛、南無尊自在佛、南無尊上所敬佛（一本作“如空佛”）、南無覺善香熏佛、南無尊王所敬佛、南無歡悅佛、南無蓮華人佛、南無蓮華意佛、南無自在德藏佛、南無人悅佛、南無尊意燈佛、南無威神所養佛、南無諦思惟佛、南無解脫慧佛、南無除三惡道佛、南無澤香憂冥佛、南無湍度佛、南無月光佛（一本作“摩尼清淨佛”）、南無意強自在佛、南無無畏娛樂佛、南無快覺佛、南無殺（/離）諸欲佛、南無勝華聚佛、南無大結髻佛、南無天自在六通音佛、南無如空佛（一本无）、南無威神力佛、南無人名稱柔佛、南無覺光佛（一本作“斷一切眾生病佛”）、南無最音聲佛、南無堅意佛、南無力通佛、南無眼如蓮花趣無為佛、南無快斷意佛、南無慧燈佛（一本无）、南無喜音聲佛、南無大思惟佛（一本无）、南無無（/天）悅佛、南無意（/竟）見佛、南無強精進佛、南無上光佛（一本作“斷一切障礙佛”）、南無德聚佛（一本无）、南無無垢思惟佛、南無聚音佛、南無無量怨佛、南無功巧(/德)捨惡趣佛、南無無為光豐佛、南無娛樂度佛、南無湍渡佛（一本作“一乘度佛”）、南無調辯意佛、南無煩教佛、南無意車佛、南無德善光佛、南無堅華佛、南無聚意佛、南無尼拘類樹王佛、南無無常中王佛、南無月盛佛（一本无）、南無色如栴檀佛、南無日內佛、南無德藏佛、南無毘婆尸佛、南無尸棄佛、南無毘舍浮佛。

### 二十八佛
在南傳上座部佛教《佛種姓經》中提出過去二十七佛，莊嚴劫有二十四佛，最近的是毗婆尸佛、尸棄佛、毗舍浮佛，之前爲弗沙佛、提舍佛、成就义佛、法见佛、义见佛、喜见佛、善生佛、善慧佛、胜莲华佛、那罗陀佛、莲华佛、超见佛、光耀佛、离婆多佛、善意佛、吉祥佛、智调佛、燃灯佛、皈依佛、用智能佛、除渴爱佛。

## 參閲
- 星宿劫
- 贤劫